# Apostrophe (')
Apostrophe (') is een album van de Amerikaanse musicus Frank Zappa, uitgebracht in 1974.
Het is een van zijn populairste albums, mede door de verhalende stijl van de Yellow Snow-suite, de eerste vijf nummers. De eerste nummers vertellen het verhaal van een Eskimo genaamd Nanook, gebaseerd op de documentairefilm Nanook of the North. De albumnaam Apostrophe is een verwijzing naar het bezit, dat in de spelling wordt aangeduid met een apostrof. Het album is zoals zoveel werk van Zappa een kritiek van het Amerikaanse consumentisme, dat om bezitten en kopen draait. Het is op dit album, in het nummer Stink-Foot, dat Zappa de term conceptual continuity introduceert. Hiermee bedoelde hij het steeds weer herhalen van thema's en zelfbedachte symbolen in zijn werk. Een voorbeeld is het regelmatig terugkeren van poedels in Zappa's nummers als symbool van de consumerende klasse.

## Nummers
1. Don't Eat the Yellow Snow – Frank Zappa – 2:07
2. Nanook Rubs It – Zappa – 4:38
3. St. Alfonzo's Pancake Breakfast – Zappa – 1:50
4. Father O'Blivion – Zappa – 2:18
5. Cosmik Debris – Zappa – 4:14
6. Excentrifugal Forz – Zappa – 1:33
7. Apostrophe – Jim Gordon, Jack Bruce, Zappa – 5:50
8. Uncle Remus – Zappa, George Duke – 2:44
9. Stink-Foot – Zappa – 6:33

## Muzikanten
- Frank Zappa - zang, gitaar, bas
- Lynn - zang
- Ian Underwood - saxofoon
- Ruth Underwood - percussie
- Sal Marquez - trompet
- Sue Glover - achtergrondzang
- Jim Gordon - drums
- Aynsley Dunbar - drums
- Tom Fowler - basgitaar
- Napoleon Murphy Brock - saxofoon, achtergrondzang
- Robert "Frog" Camarena - zang
- Tony Duran - gitaar
- Erroneous - basgitaar
- Johnny Guerin - drums
- Don "Sugarcane" Harris - viool
- Ralph Humphrey - drums
- George Duke - keyboards
- Bruce Fowler - trombone
- Jean-Luc Ponty - viool

## Productie
- Frank Zappa - producent
- Kerry McNabb - ingenieur, remixing
- Bob Ludwig - technicus
- Cal Schenkel - ontwerp
- Brian Krokus - technicus